# Xu Wenyu
Xu Wenyu (6 de dezembro de 1995) é uma jogadora de hóquei sobre a grama chinesa.

## Carreira
Após ser convocada pela primeira vez para integrar a seleção da China, Wenyu participou da Copa do Mundo de 2018.
Nos Jogos Olímpicos de Verão de 2024, em Paris, conquistou a medalha de prata no torneio feminino do hóquei sobre a grama, após confronto na final contra a equipe holandesa por pênaltis.